# José Javier Abasolo
Pour les articles homonymes, voir Abasolo.
José Javier Abasolo, né le 3 janvier 1957 à Bilbao, en Espagne et mort le 7 mai 2022, est un écrivain espagnol, auteur de romans noirs.

## Biographie
Il fait des études de droit et exerce les métiers d'avocat, greffier, responsable de l'information à la préfecture de Biscaye. Puis, il travaille pour le gouvernement autonome basque. Il collabore au journal basque El Correo.
En 1996, il publie son premier roman Jamais je ne t'oublierai (Legos de aquel instante) qui obtient le Prix de Novela Prensa Canaria. En 1998, il fait paraître Nul n'est innocent (Nadie es inocente). Ces deux romans sont situés à Bilbao et sont pour Abasolo l'occasion de livrer « de nombreuses réflexions sur la violence qui déchire depuis de longues années le Pays basque ».

## Œuvre

### Romans
- Legos de aquel instante (1996) Publié en français sous le titre Jamais je ne t'oublierai, traduit par Christophe Josse, Nantes, L'Atalante, coll. « Insomniaques et ferroviaires », 2001  (ISBN 2-84172-174-4)
- Nadie es inocente (1998) Publié en français sous le titre Nul n'est innocent, traduit par Christophe Josse, Nantes, L'Atalante, coll. « Insomniaques et ferroviaires », 1999  (ISBN 2-84172-135-3)
- Una investigacion ficticia (2000)
- Hollywood-Bilbao (2004)
- Antes de que todo se derrumbe (2006)
- Heridas permanentes (2008)
- Pájaros sin alas (2010)
- La luz muerta (2012)
- Una del oeste (2014)

## Prix et distinctions
- Prix Prensa Canaria 1996
- Prix Garcia Pavón 2006

## Sources
: document utilisé comme source pour la rédaction de cet article.
- Claude Mesplède (dir.), Dictionnaire des littératures policières, vol. 1 : A - I, Nantes, Joseph K, coll. « Temps noir », 2007, 1054 p. (ISBN 978-2-910-68644-4, OCLC 315873251), p. 28